# Dazed and confused (lied)
Dazed and confused is een folkrocknummer dat in 1967 werd geschreven door de Amerikaanse singer-songwriter Jake Holmes. Het nummer verscheen op Holmes' debuutalbum "The Above Ground Sound" of Jake Holmes. De Engelse rockband The Yardbirds speelde het nummer als een vast onderdeel van hun liveoptredens. In 1969 verscheen het op het debuutalbum van Led Zeppelin. Ook zij maakten het nummer tot een vast concertonderdeel, waarbij de gitaarsolo van Jimmy Page soms enkele tientallen minuten duurde.

## Jake Holmes
Jake Holmes schreef Dazed and confused voor zijn debuutalbum "The Above Ground Sound" of Jake Holmes, dat in juni 1967 uitkwam. Het gehele album was zonder drums opgenomen en ingezongen door Holmes. Op Dazed and confused speelt Holmes op leadgitaar en keyboard, Ted Irwin op slaggitaar en Rick Randle op basgitaar.
Sommigen interpreteerden de songtekst als een beschrijving van een bad trip. Het gaat echter over een meisje dat besluiteloos blijft of ze haar relatie moet beëindigen. Holmes verklaarde later in een interview:

I never took acid. I smoked grass and tripped on it, but I never took acid. I was afraid to take it. The song's about a girl who hasn't decided whether she wants to stay with me or not. It's pretty much one of those love songs.
(Ik heb nooit LSD gebruikt. Ik rookte wiet en had trips, maar ik heb nooit LSD gebruikt. Ik was bang om het te gebruiken. Het lied gaat over een meisje dat niet kan kiezen of ze wel of niet bij me wil blijven. Het is eigenlijk een gewoon liefdesliedje.)

De muziekcriticus Richie Unterberger beschreef Dazed and confused als "een grimmig, spookachtig folkrocknummer — met een bijtende en galmende leadgitaar, een gekweld zingende Holmes en een razende slaggitaar — dat zichzelf opwindt tot een beklemmende climax."

## The Yardbirds
In augustus 1967 speelde Holmes in het voorprogramma van de Engelse rockband The Yardbirds, tijdens een optreden in de Greenwich Village in New York. Het nummer werd opgemerkt door Yardbirds' drummer Jim McCarty. Hij kocht Holmes' album en liet het de overige bandleden horen. Samen werkten ze aan een eigen uitvoering, waarbij de beklemmende sfeer, de aflopende baslijn en het grootste deel van de tekst behouden bleef. Er werden drums toegevoegd en gitarist Jimmy Page componeerde een uitgebreide gitaarsolo in het midden van het nummer. Ook werden lange pauzes ingevoerd die de spanning in het nummer moesten verhogen. Door deze ingrijpende veranderingen kreeg het nummer een eigen karakter. Bassist Cris Dreja verklaarde hierover:

We found it, arranged it and played it. In a way, it was a great epitaph, because we were feeling very dazed and confused about what the hell was going on! 
(We ontdekten het nummer, arrangeerden het en speelden het. Op een bepaalde manier zou het een mooi grafschrift zijn, want we voelden ons heel erg versufd en in de war over wat er allemaal gebeurde.)

Dazed and confused was een vast onderdeel van de laatste Yardbirds-tournees in 1967 en 1968. Bij deze live-uitvoeringen gebruikte Page een Fender Telecaster met zware distortion. Tijdens de gitaarsolo bespeelde hij de snaren met een strijkstok. Zanger Keith Relf voegde meestal geïmproviseerde tekstgedeeltes toe aan de songtekst. De bandleden ondernamen nooit pogingen om een studioversie van het nummer op te nemen, al speelden ze het wel een aantal maal voor radio en televisie.

## Led Zeppelin
The Yardbirds werd in 1968 opgeheven. Jimmy Page richtte The New Yardbirds op, later hernoemd in Led Zeppelin. Page stelde zijn nieuwe bandleden voor om een studio-opname van Dazed and confused te maken voor hun debuutalbum. De songtekst werd herzien en kreeg meer bluesinvloeden. In oktober werd het nummer in één take opgenomen in de Olympic Studios in Londen. Tijdens de gitaarsolo bespeelde Page zijn Telecaster met een strijkstok, net als hij gewoon was tijdens de live-optredens. Behalve de songtekst en de rauwe stem van Robert Plant week het nummer niet veel af van de Yardbirds-uitvoeringen. Het verscheen op 12 januari 1969 op het album Led Zeppelin.

### Live-uitvoeringen

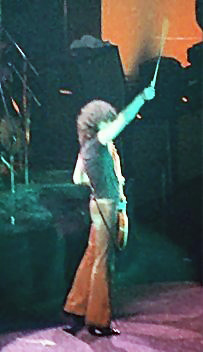
Jimmy Page tijdens een live-uitvoering van Dazed and confused (Chicago, 1975)

Dazed and Confused werd tot 1975 op elk Led Zeppelin-concert gespeeld. Na de voorstellingen op Earls Court in Londen werd het van de setlist gehaald, al speelde Page gedeeltes van de strijkstoksolo in live-uitvoeringen van Achilles Last Stand en In the Evening.
Liveversies van het nummer verscheen op de volgende officiële uitgaven: 
- The Song Remains the Same (1976), met een live-opname uit juli 1973 verwerkt in Page's fantasiescène.
- The Song Remains the Same (1976), het bijbehorend livealbum met de volledige opname, die ruim 29 minuten duurde.
- Led Zeppelin BBC Sessions (1997), met twee versies. De eerste was op 3 maart 1969 opgenomen in het Playhouse Theatre in Londen en de tweede op 1 april 1971 in het Paris Theatre, ook in Londen. Een derde opname uit het Playhouse Theatre (27 juni 1969) verscheen op de bonusdisc van The Complete Sessions (2016).
- Led Zeppelin DVD (2003), met drie gefilmde versies: 17 maart 1969 in de Gladsaxe Teen Club in Denemarken, 25 maart 1969 in de Staines Studio in Londen en 9 januari 1970 in de Royal Albert Hall, ook in Londen.
- How the West Was Won (2003), met een ruim 25 minuten durende opname van 25 juni 1972 in The Forum in Inglewood (Californië)
- Celebration Day (2012), gefilmd op 10 december 2007 in The O2 in Londen, tijdens het reünieconcert ter ere van Ahmet Ertegün
- Led Zeppelin (Deluxe Edition).(2014), met een remaster van een opname van 10 oktober 1969 in de Olympia in Parijs.

### Onderscheidingen en notaties
| Publicatie                 | Land | Onderscheiding                                                         | Jaar | Plaats |
| -------------------------- | ---- | ---------------------------------------------------------------------- | ---- | ------ |
| Rock and Roll Hall of Fame | VS   | "The Rock and Roll Hall of Fame's 500 Songs that Shaped Rock and Roll" | 1994 | -      |
| Pause & Play               | VS   | "Time Capsule Inductions - Songs"                                      | 1998 | -      |
| NME                        | GB   | "117 Songs to soundtrack your summer"                                  | 2003 | -      |
| Pitchfork Media            | VS   | "The 200 Greatest Songs of the 1960s"                                  | 2006 | 11     |
| Q                          | GB   | "The 20 Greatest Guitar Tracks"                                        | 2007 | 2      |
| Q                          | GB   | "21 Albums That Changed Music - Key Track"                             | 2007 | 6      |

| Nummer met noteringen in de NPO Radio 2 Top 2000 | '16  | '17  | '18  | '19  | '20  | '21  | '22  | '23  | '24  |
| ------------------------------------------------ | ---- | ---- | ---- | ---- | ---- | ---- | ---- | ---- | ---- |
| Dazed and Confused                               | 1076 | 1102 | 1311 | 1244 | 1444 | 1457 | 1474 | 1544 | 1496 |

1. ↑  Origineel citaat: "a stark, spooky folk-rock track with stinging reverbed lead guitar, Holmes' own pained vocals, and furiously strummed rhythm guitar that winds itself into an anguished climax."
2. ↑  Een vetgedrukt getal geeft de hoogste notering aan.
3. ↑  2016 was het eerste jaar met een notering voor dit nummer.